# ブッチ・ベアード
アルフレッド・"ブッチ"・ベアード・ジュニア (Alfred "Butch" Beard Jr., 1947年5月4日 - ) は、アメリカ合衆国の元プロバスケットボール選手、指導者。身長190cm、体重84kg。ポジションはポイントガード。1975年ゴールデンステート・ウォリアーズ優勝メンバー。

## 経歴
ベアードはケンタッキー州ハーディンスバーグで生れ、高校時代には州の年間最優秀選手に選ばれた。進学したルイビル大学では、ウェス・アンセルドとともにチームを2年連続でNCAAトーナメントベスト16に導いた。大学3年間の成績は平均19.0得点6.3リバウンドである。
1969年、ベアードはNBAドラフト全体10位でアトランタ・ホークスに入団した。その後1年間の兵役を経て、クリーブランド・キャバリアーズに移籍した1971-72シーズンに自己最高の平均15.4得点6.7アシストを記録し、オールスターに選出された。1973年にゴールデンステート・ウォリアーズに移籍し、翌1974-75シーズンはチーム3位の平均12.8得点でウォリアーズのリーグ制覇に貢献した。同年ウォリアーズを退団して以降はキャバリアーズとニューヨーク・ニックスで約3シーズンプレーし、1978年に現役を引退した。NBAでの成績は、605試合の出場で通算5,622得点2,189アシスト（平均9.3得点3.6アシスト）であった。
引退後、ベアードは1990年から1994年までハワード大学のヘッドコーチを務め、1992年にはチームを11年ぶりとなるNCAAトーナメント進出に導いた。1994年にニュージャージー・ネッツのヘッドコーチに就任したが、2シーズンで60勝104敗（勝率.366）と振るわず、両方の年でプレーオフ進出を逃した。その後2001年から2006年までモーガン州立大学を指導した。カレッジでの戦績は通算84勝174敗（勝率.326）である。